# Leonard Lightfoot
Leonard Lightfoot (Carlisle, 2 dicembre 1947) è un attore statunitense noto per aver interpretato l'avvocato Leonard Rollins nelle prime due stagione della serie televisiva Il mio amico Ricky, Alvin Wiggins nella serie She's the Sheriff e il detective Henderson in La signora in giallo.

## Filmografia parziale
- Tentacoli, regia di Ovidio G. Assonitis (1977)
- Alla maniera di Cutter (Cutter and Bone), regia di Ivan Passer (1981)
- Time Out – serie TV, 2 episodi (1979)
- L'incredibile Hulk (The Incredible Hulk) – serie TV, un episodio (1979)
- Buck Rogers – serie TV, un episodio (1979)
- Hill Street giorno e notte (Hill Street Blues) – serie TV, 4 episodi (1981-1982)
- I Jefferson (The Jeffersons) – serie TV, 3 episodi (1981-1982)
- Ralph supermaxieroe (The Greatest American Hero) – serie TV, un episodio (1982)
- Il mio amico Arnold (Diff'rent Strokes) – serie TV, un episodio (1982)
- Il mio amico Ricky (Silver Spoons) – serie TV, 20 episodi (1982-1983)
- La piccola grande Nell (Gimme a Break!) – serie TV, 2 episodi (1984-1985)
- Mike Hammer investigatore privato (Mike Hammer) – serie TV, un episodio (1986)
- She's the Sheriff – serie TV, 45 episodi (1987-1989)
- Sposati... con figli (Married... with Children) – serie TV, un episodio (1990)
- Hunter – serie TV, un episodio (1990)
- In viaggio nel tempo (Quantum Leap) – serie TV, 2 episodi (1991)
- Agli ordini papà (Major Dad) – serie TV, un episodio (1991)
- Tutti al college (A Different World) – serie TV, un episodio (1992)
- La signora in giallo (Murder, She Wrote) – serie TV, 5 episodi (1993-1994)
- Contagio (Virus), regia di Armand Mastroianni – film TV (1995)
- Seinfeld – serie TV, un episodio (1996)
- Jarod il camaleonte (The Pretender) – serie TV, un episodio (1997)
- Brooklyn South – serie TV, un episodio (1997)

## Doppiatori italiani
Nelle versioni in italiano delle opere in cui ha recitato, Leonard Lightfoot è stato doppiato da:
- Maurizio Scattorin ne I Jefferson (ep. 7x15)
- Enrico Carabelli ne I Jefferson (ep. 8x20-21)
- Giuliano Giacomelli in La signora in giallo